# Fusignano
Fusignano (romanyol nyelven Fusgnàn) település Olaszországban, Emilia-Romagna régióban, Ravenna megyében. Lakosainak száma 8067 fő (2023. január 1.). Fusignano Bagnacavallo, Lugo és Alfonsine községekkel határos.

## Népesség
A település lakossága az elmúlt években az alábbi módon változott:
| Lakosok száma | 8155 | 8164 | 8067 |
|               | 2017 | 2018 | 2023 |